# Щедрий вечір (фільм)
Щедрий вечір — радянський художній фільм 1976 року, знятий Кіностудією ім. О. Довженка за однойменною повістю Михайла Стельмаха.

## Сюжет
Кіноповість-дилогія, розпочата фільмом «Гуси-лебеді летять», про життя одного з сіл Поділля — оптимістична розповідь від імені Михайлика, дитинство якого пройшло в щасті і надії, не дивлячись на постійні біди, що переслідували його родину. Разом з подружкою Любою, герой вірить в світле щасливе життя, яке затверджує своїми справами його батько Панас.

## У ролях
- Володимир Чубарєв — Михайлик
- Віктор Мірошниченко — Панас, батько Михайлика
- Галина Демчук — Ганна, мама Михайлика
- Лілія Суддя — Люба
- Павло Река — Іван
- Семен Лихогоденко — Володимир
- Віталій Розстальний — Сергій
- Володимир Волков — Микола
- Юнона Яковченко — Явдоха
- Федір Стригун — Себастьян
- Лариса Лукашевич — Мар'яна
- Микола Панасьєв — гість
- Ніна Гіляровська — вчителька
- Борис Александров — вирубуючий калину
- Микола Воронін — Дмитро Онисимович, вчитель і бібліотекар
- Владислав Пупков — активіст
- Микола Олійник — Микола
- Микола Малашенко — активіст
- Вілорій Пащенко — Карпо
- Олександр Толстих — покупець
- Степан Фучко — епізод
- Сергій Підгорний — Максим
- Микола Бондар — епізод
- Василь Довжик — усміхнений селянин
- Олександр Молотов — активіст
- Геннадій Болотов — епізод

## Знімальна група
- Сценарист: Михайло Стельмах
- Режисер-постановник: Олександр Муратов
- Оператор-постановник: Василь Курач
- Композитор: Мирослав Скорик
- Художник-постановник: Володимир Цирлін
- Режисер: Петро Марусик
- Оператор: М. Пірта
- Звукооператор: З. Копистинська
- Режисер монтажу: Єлизавета Рибак
- Художник по костюмах: Алла Костенко
- Художник по гриму: О. Маслова
- Комбіновані зйомки: оператор — М. Бродський, художник — В. Кашин
- Державний симфонічний оркестр УРСР, диригент — Стефан Турчак
- Редактор: Надія Орлова
- Директор картини: Дмитро Бондарчук